# Dir (grup humà)
Els dir (somali: diir; àrab: دير, dīr) són una gran confederació de clans somalis, repartits per tota Somàlia però majoritàriament a l'extrem oest de Somàlia, Djibouti i la zona nord-est de l'Ogaden etíop, i també a la part sud de Somàlia. Tenen tots un suposat ancestre comú, de nom Irir Samale.
Al nord els dir són: gadabuursi mandaluug dir, i issa madoobe dir.
Al sud i oest de les terres somalis hi ha onze clans algun d'ells del madahweyn dir o mehe dir.
A Etiòpia els madahweyn, grup integrat pels clans gariir, gurgure (gurgura), guure, layiile, i akisho. Altres clans a Etiòpia són els isses, jaarso, garre-quranyow maxamed, gadabuursi, gadsan, fiqi muhumand, qubeys (fiqi yahye i fiqi cumar), agoon-fiqi khayre, mandaluulg, layiile, guure, baajimaal, jiido i wardaai.
A Bari i Mudug viuen els surre o suure, dividits en les branques dels qubeye i abdalle.
I a Somàlia del sud el biyomaal amb el subclan principal dels fiqicilmi que viuen a la Regió Somali d'Etiòpia i a Kenya.
Els gaadsan estan molt repartits per tots els territoris somalis.
Els gurgure viuen a Dire Dawa i els issa a Djibouti, Somàlia i la Regió Somali (que els somalis anomenen Issa-Gurgura)

## Altres grups de clans, clans i subclans dels Dir
- Mandaluug 
  - Celi Mandaluk (o Mandaluug)
  - Garxejis Mandaluk 
    - Hebr-Yonis
    - Ciida-Gale

  - Saciid Dauud Celi Mandaluk Dir Iriir
  - Samaroon Saciid
  - Jibraacin (Malaku-Jibriil) Saciid
  - Celi Saciid
  - Makadoor Samaroon
  - Aydoor Samaroon
  - Subeer Samaroon
  - Banii-Cafaan Samaroon
  - Yeefis Samaroon
  - Ciise Samaroon
  - Makadoor (el que ha visita La Meca)
  - Maxaad Makadoor
  - Makaahiil
  - Mahamed Ase.
    - Bahabar Eli
    - Bahabar Muso
    - Bahabar Abokor
    - Bahabar Aden

  - Bahabar Mouse
    - Reer Mohamed
    - Aden
    - Reer Osman (Abrayn)
    - Maris
- Issa Dir
  - Howlgati
  - Walaaldoon
    - Makahir
    - Mahamuud
    - Iidleh

  - Uurweeyne
    - Fiqi
    - Abdalle

  - Hooroone
    - Habar Walaal
    - Geelwalaal

  - Howleh
  - Fuurlabe 
    - Mahdle
    - Saaib

  - Ceeleeye
    - Muuse
    - Mamasan

  - wardiq
- Mahe
  - Maxamed Xiniftire
  - Isaaq
    - Garxajis
    - H.Awal
    - Arab
    - Tol Jecle

  - Biyomaal
    - Dawood
    - Saad
    - Ismiin
    - Suleyman

  - Gaadsan
  - Reera-Same
  - Adan Yoonis
  - Maxaad, Dhuxul
  - Da
  - Uud
  - Samatar
  - Faarax
  - Rooble
  - Allaale
  - Cumar Abokor
  - Cumarjamac
  - Tagaleen
    - Uugaar
    - Aadan maxamuud
    - Dhaaweed
    - Odeymarke

  - Fiqicilmi
  - Madaluug
  - Naleeye
  - Fiqinuur
  - Cumar-maxamud
  - Fiqicigal
  - Reer-ismail
  - Reer-qaasin
  - Reer-sacdi
  - Dabruube
  - Barsuug
  - Bajimaal
- Maxamed Gutaale (Habar deel)
  - Samater Naaleeye
  - Maxamud Naaleeye.
- Abdalle (Gutaale)
- Abdi Abdalle
  - Fiqi Muxumed
  - Cumar Fiqi
  - Mohamuud Fiqi
  - Muuse Fiqi
  - Reer oow mumin
  - Fiqi ahmed
  - Reer macalin farax,
  - Reer ow cadow
    - 10 sub-clans

  - Reer Hogar
  - Laxmar
- Nacadoor (Mohamed Abdalle Guutale)
  - Guuled, Xaraan
  - Ciise
  - Qotonsay
  - Cirday
  - Giir
  - Kaahin
- Gorad
  - Samkaab
  - Faahiye
- Sulayman Abdalle 
  - Muusa
  - Samatar Muusa
  - Reer Dabac
  - Reer Bayr
  - Agoon
    - Guuled Agoon
    - Warsame Agoon
    - Cigaal Agoon
    - Jalaf Agoon

  - Dabac
  - Fiqi Khayre
  - Naaleeye Cumar (Lafjoogsato)
  - Haarun Muusa
  - Siyaad Muusa
  - Cabas Muusa
  - Food Cade Muusa
  - Cumar Muuse
  - Sacad cumar.
- Qubeys
  - Tolweyne
    - Reertoonle Qubeys
      - Maxamed Abtiudug (Ajalaay)
      - Waqantiile Abtiudug
        - khalaf xuseen(fiqi yaxye)
        - Yabarcade faqi cumar
          - Reer aw heeraar
          - Caalin yabarcade(reer aw aamin)
          - Mahad_alle yabarcade
            - waaqow adeer mahad_alle(reer aw osman)

          - Fiqi walaal
            - abiikar
            - samafale
            - muxumudyare
            - cabdi
            - cumar
            - aw caalin
            - muxumudwayne

        - Hassan Faqi cumar
          - Reer aw macalin
            - Macalin Muxumed
            - Macalin Yusuf
            - Sheekh Cali
            - Macalin Macow

          - Reer rooble cismaan
            - Faarax
            - Weheliye
            - Maxamed

    - Axadoobe Qubeys
      - Cismaan Diidshe (Cismaan Iyiinta)
        - mataandheere{rer gadiid nuur}
        - yaraandhere(xassan dheere)
        - aadem mahad_alle(rer geedi guuraaye)
        - Ebiikar mahad_alle
        - ali mahad_alle
          - jibriil ali {reer fiqi}
          - xuseen ali [reer barkhadle iyo reer muumin ali]

      - Cabdalle Diidshe (Cabaas Iyiinta).
        - sharmaake mohamed Waa (reer khayre Afrax)
        - sabriye mohomed Waa[reer waanbe,reer Qoobweyne iyo Reer Shirwac Gabeyre]
        - faarax mohamed Waa {reer weheliye iyo Reer Mohamed Ahmed reer lugay}

  - Yabadhaale Qubeys
    - Wayaagle (Yabarow, Xasan, Cumar, Xeefoow, Faarax, Maxamuud, Dhaayoow)
    - Midkasse Qubeys
      - Madoobe
        - Jibril
        - Cufaa
          - Reer ow faarax barkaan
            - Axmed faarax
              - Saalax Axmed
                - Reer Cumar Muudeey
                - Reer Maalin Waasuge.

              - Raage Axmed
              - Guuleed Axmed

            - Afrax faarax